# 厚唇鲃单极虫
厚唇鲃单极虫（学名：Thelohanellus catlae）为单极科单极虫属的动物。分布于印度、俄罗斯以及辽宁、黑龙江流域等，营寄生生活，寄生在乌鳢的肾以及厚唇鲃的鳃。